# ムハンマド7世 (ナスル朝)
ムハンマド7世（アラビア語: محمد السابع、英: Muhammad VII (of Granada)、1370年 – 1408年5月13日）は、イベリア半島のアンダルスにあるグラナダ王国のナスル朝第12代目のスルターン（在位：1392年10月3日 - 1408年5月13日）であった人物。書物によっては「アミール」の表記も見られる。

## 概要
ユースフ2世（1391年から1392年に統治）の息子、またムハンマド5世（1354年から1359年、1362年から1391年に統治）の孫で、父親の死により王位に就いた。 レコンキスタ中に在位したスルターンとして1394年、アルカンタラ騎士団による侵略を打ち倒し、このことに始まる戦いはより広範な戦争に発展したが、最終的にカスティーリャ王エンリケ3世と平和を回復することに成功した。
1404年から1405年にかけて、ムハンマド7世は、アラゴン王マルティン1世と友好条約を締結し、またナバラ王カルロス3世とも交渉を交わし、エンリケ3世による対ナスル朝グラナダ王国三国同盟の締結を阻止した。 1406年にはエンリケと停戦を更新したが、ムハンマド7世が許可していなかったと思われるイスラム教徒によるカスティーリャ領への襲撃があったため、休戦協定は影を潜めた。エンリケ3世はこのとき、グラナダとの戦争に熱心であったが、1406年12月25日トレドにて27歳という若さで早世した。跡を継いだのはその1歳の息子であったフアン2世で、叔父のフェルディナンド1世と母親のカタリナ・デ・ランカステルを摂政として王となった。フェルディナンドは1407年9月にグラナダの西方領土に進軍し、サハラ・デ・ラ・シエラを占領した。一方、ムハンマド7世は北東部の辺境で襲撃や包囲を行った。
1408年4月、ムハンマドとフェルディナンドは7ヶ月間の休戦に合意したが、翌月の13日に今度はムハンマドが死去した。これに伴い兄のユースフ3世が後継者となり、1410年4月まで休戦期間を延長したが、その後、グラナダとカスティーリャの間で敵対行為が再開されることとなった。

## 背景

関連する町や都市を示すグラナダ王国の地図

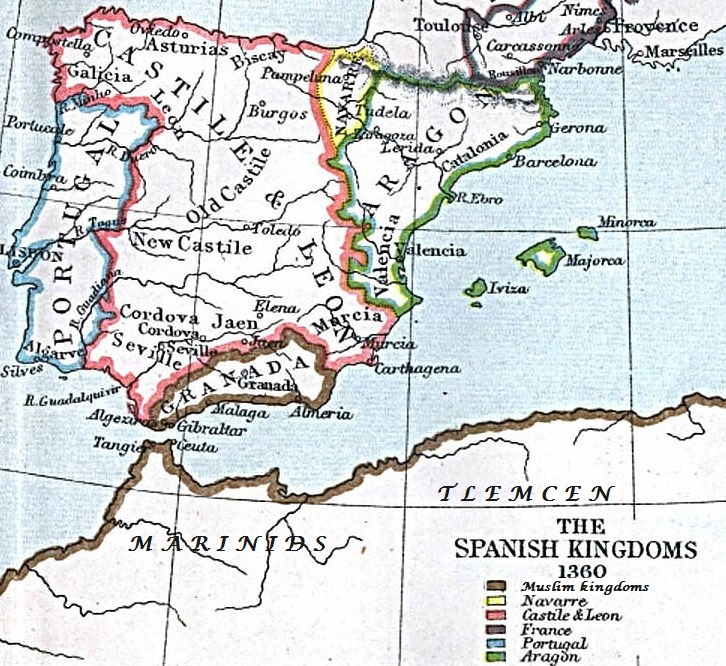
グラナダとその周辺の王国

ムハンマド7世は、1391年から1392年の間、一時的にグラナダのスルタンだったユースフ2世の息子であり、彼の父を介して、前任のスルタンであるムハンマド5世（在位: 1354年-1359年、1362年-1391年）の孫にあたる。ムハンマドには兄のユースフ（後のスルターン・ユースフ3世）がいたが、ムハンマド7世の即位の際、陰謀に巻き込まれた結果、サロブレーニャ（Salobreña）に投獄されていた。
ムハンマド7世の統治時代の出来事に関するイスラム教の歴史的資料は少ない。入手可能な情報のほとんどはキリスト教側の資料であり、イベリア半島のキリスト教王国との交流に関するものである。

## 治世

### 即位
ムハンマド7世は、1392年10月3日に父王ユースフ2世の死後、王位に就いた。ユースフはマリーン朝により毒殺されたとも、ムハンマドがマリーン朝や他の廷臣と共謀して父親を毒殺し、王位を奪ったともいわれている。即位したムハンマド7世は、ムハンマド・アル＝ハンマミーを宰相に任命した。また、ユースフ2世によって投獄されていたムハンマド5世の宰相であり、著名な詩人でもあるイブン・ザムラク（Ibn Zamrak）を解放した。ムハンマド7世はイブン・ザムラクを王室のカティブ（秘書）に任命したが、1393年の夏に暗殺されたため、アブ・バクル・ムハンマド・イブン・アシムが後任に就いた。統治の初期には、キリスト教を信仰する隣国との平和を誓った。カスティーリャ王国のエンリケ3世とアラゴン王国のフアン1世である。

### 1394年の十字軍
1394年、アルカンタラ騎士団の団長であり、カスティーリャ王の家臣であったマルティン・ヤニェス・デ・ラ・バーブーダ（Martín Yáñez de la Barbuda、資料によってはMartín Yáñez "de Barbudo"）が、グラナダへの十字軍を組織した。エンリケ3世やカスティーリャの貴族たちが止めようとしたにもかかわらず、マルティンは前進し、十字軍を支持したコルドバの人々によってその軍勢は増強された。マルティンと彼の部隊は、1394年4月26日にグラナダの領土に入り、その首都に向かって進軍した。
ムハンマド7世はエンリケ3世に使者を送り、この停戦違反を訴えたが、エンリケは「平和を望んでいる」「自分の許可なく十字軍が実行されている」と答えた。その後、ムハンマド7世は彼の軍隊を動員し、マルティンの軍隊を容易に打ち負かした。マルティンの軍の生存者のうち、1,200人が捕らえられ、1,500人がアルカラ・ラ・レアルへ逃亡した。対してムハンマド7世が失ったのは500人の歩兵のみであった。マルティンはこの戦いで死亡し、エンリケ3世はその不快感を表すために、敵対するカラトラバ騎士団のメンバーをアルカンタラ騎士団の新しい支配者に指名した。
この十字軍が失敗した後、緊張が高まり、ナスル朝とキリスト教王国の間で全面戦争が起こるのではないかという懸念があったという。エンリケ3世は南に行き、アラゴンのマルティン1世はバレンシア王国の防衛を強化した。尤もこれらは共に侵略戦争を見越してのものであった。ムハンマド7世は戦争の準備をしていたが、こちらもやはり平和を望み、11月には停戦の延長を願い出た。紛争を拡大することを望んでいた国もなかったので、全面戦争は回避された。

### 紛争の再燃

フランシスコ会会章

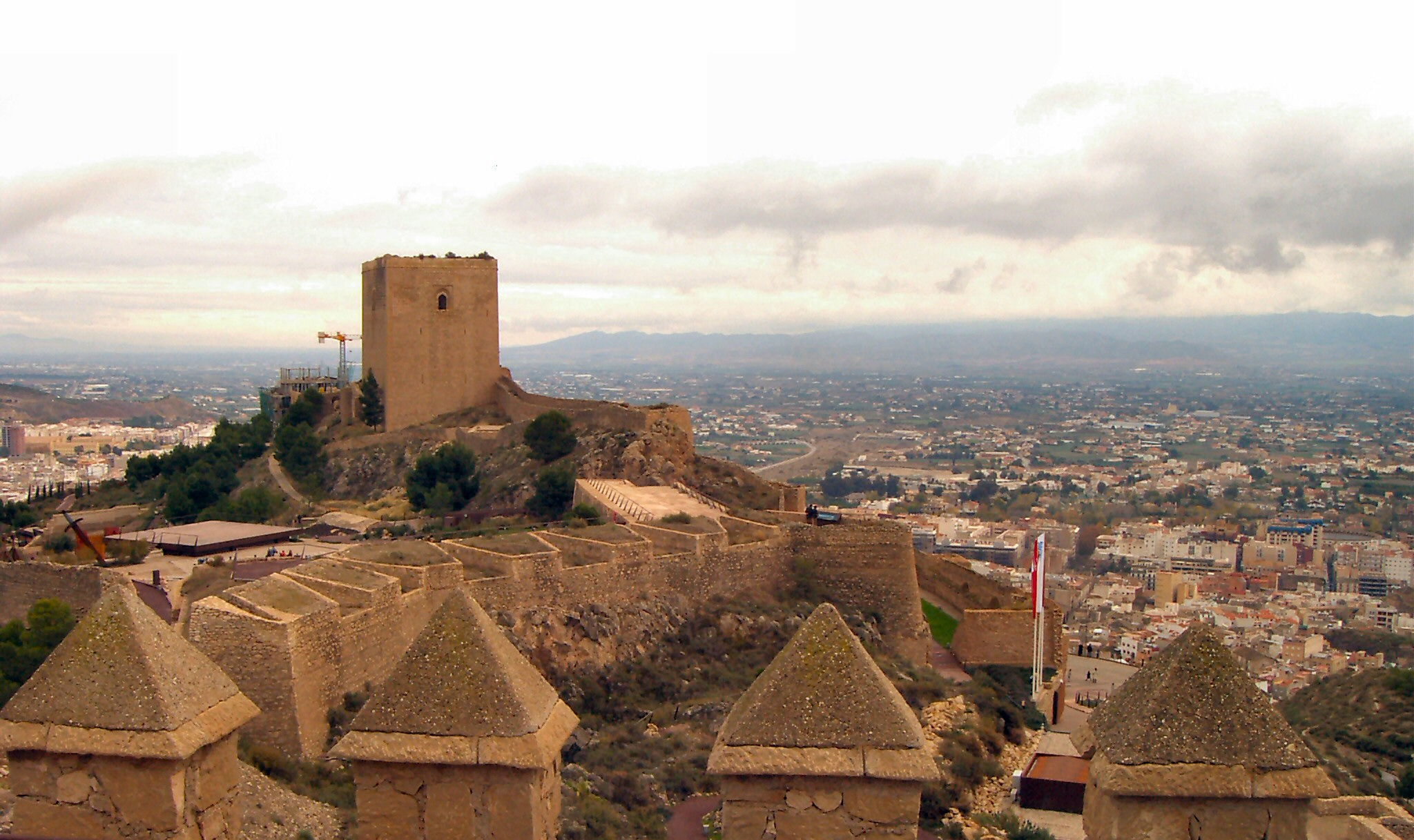
ロルカの街並み

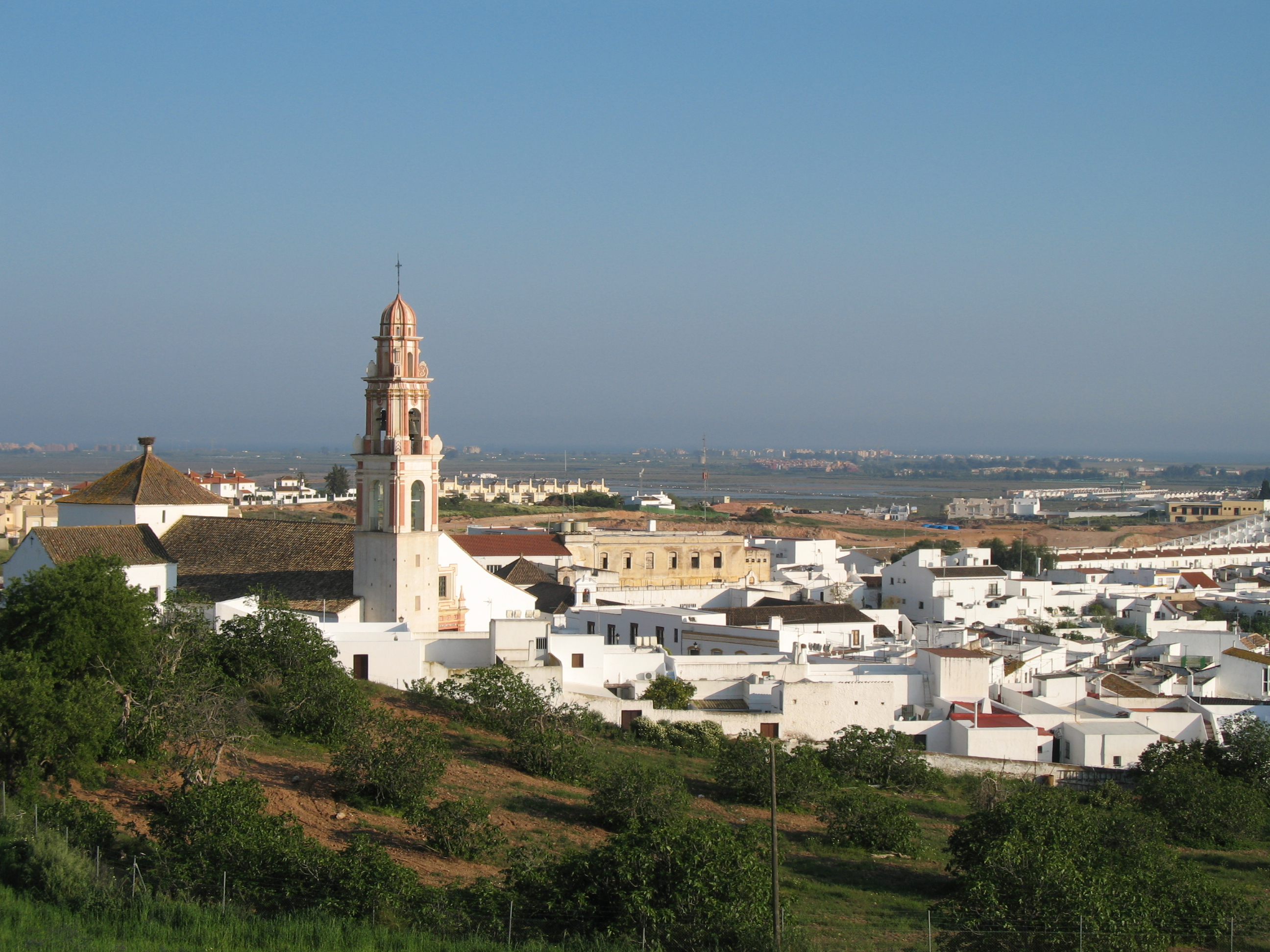
アヤモンテの街並み

ムハンマド7世とエンリケ3世の間の平和への相互の願望にもかかわらず、両国の方針に従わない勢力により、国境地帯での紛争が続いた。1397年5月には、フランシスコ会の修道士のグループがナスル朝領土内に入り、人々をキリスト教に改宗させようとした。ムハンマド7世はそのような活動を禁じ、活動の継続がなされた場合には修道士らを鞭打ちさせた。また修道士が説法を続けたときには、彼らに処刑を命じ、遺体を街中に引きずり出した。
この改宗（Proselytism）事件に加えて、襲撃と小競り合いが国境地帯でますます増加・常態化した。両者とも、無断での襲撃を防ぐことは難しく、また襲撃された上で面目を失わずに平和を取り戻すことも困難であった。ある襲撃では、一部のグラナダ人がムルシア沿岸のカルタヘナまで到達したという。また、さらに大きな襲撃が1405年に発生、東部戦線ではヴェラとロルカに対するイスラム教徒の攻撃が撃退されたが、侵略者たちはグラナダの西の国境にあるカスティーリャの城であるアヤモンテ（en: Ayamonte）を占領した。エンリケ3世は、抗議のために使者グティエール・ディアス（Gutierre Diaz）をグラナダの裁判所に送った。

### イベリア国家による外交の駆け引き

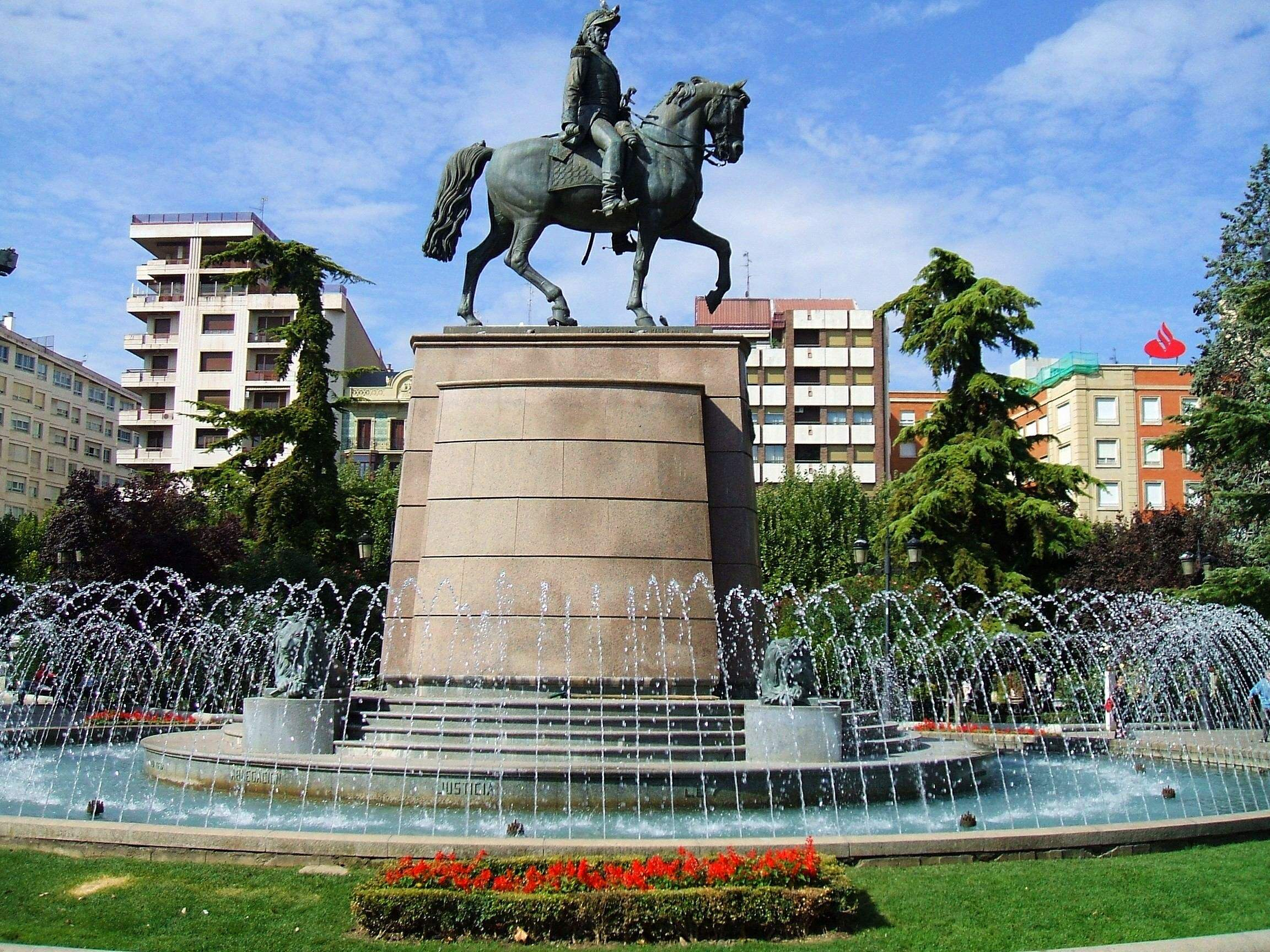
ログローニョのモニュメント

このような騒擾が多く発生した一方で、ナスル朝、アラゴン王国、カスティーリャ王国、ナバラ王国は外交コミュニケーションに従事していた。 1404年、ナスル朝とアラゴン王国はバルセロナで会談を行った。同時期にカスティーリャ王のエンリケ3世はログローニョでアラゴン王マルティン1世およびナバラ王カルロス3世との会談を提案し、反グラナダ連立を構築した。しかし、ナバラのカルロス3世は、これに反し寧ろグラナダを助けることに決めた。彼の治めるナバラ王国はグラナダと同様小さく、カスティーリャの力の伸長を懼れていた。またナバラ王国は伝統的に少数派であるイスラム教徒と良好な関係を築いており、それがカルロスの外交姿勢に影響を与えた可能性も指摘されている。カルロス3世はムハンマド7世に「私の兄弟」として手紙を書き、グラナダに対するログローニョでの首脳会談が近づいていることを伝え、その結果を報告することを約束し、また小麦を積んだ3隻の船と、300台の攻城機を送り、グラナダの侵攻に備えた。

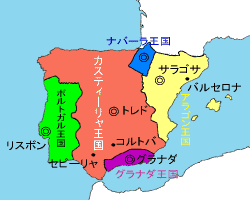
イベリア半島の地図（ムハンマド7世の治世より数十年後にあたる1474年のものであるため当時の状況と一部異なる）。

グラナダとナバラの通信にあたっては、ナバラが半島の北側、グラナダが南側に位置し、その間にカスティーリャの領土があるという地理的な隔たりが障害となっていた（地図参照）。商人を装ってカスティーリャを経由してグラナダに渡航していたナバラの大使は、アルカラ・デ・レアルのアギラール（地名）でアルフォンソ・フェルナンデスに妨害された。このことはグラナダとナバラの通信に終止符を打つと同時に、エンリケ3世がログローニョの会議を中断することに繋がった。
一方、アラゴン家のマルティン1世は、シチリアやサルデーニャでの問題に集中していた（マルティンの息子マルティーノは当時シチリア王であり1372年バルセロナ家とアンジュー家との間で結ばれていたヴィルヌーヴ条約を無視して単独統治をしていた、また後にアラゴン＝カタルーニャ王国がサルデーニャを占領している）ため、グラナダとの戦争にも興味を示さなかった。結果、ムハンマド7世とマルティン1世は1405年5月4日に友好条約を結んだ。この条約により、両国家間の通商と捕虜の交換が認められた。また、ムハンマド7世はアラゴンに400～500人の騎士を提供し、その費用として月に2,840～3,540ドブラ（dobla、当時の通貨で現在はサントメ・プリンシペが同名のものを使用）を支払うことになった。その見返りとして、アラゴンはグラナダに弩（Crossbow）の射手30名と船員220名が乗ったガレー船を4～5隻提供し、その費用もグラナダが1隻あたり月900ドブラで負担した。これらの戦力は、アラゴンの「友人」とされていたカスティーリャ以外との戦争の際に、グラナダが使用することになっていた。この条約は、1376年にアラゴンとグラナダの間で結ばれた条約と同様のものであった。
最終的に、カスティーリャとも5月6日からの長い交渉の末に1406年10月、マドリードで2年間の停戦を締結した。商取引が再開され、国境紛争を解決するために国境地帯裁判官が任命された。双方は、めいめいの領土が相手を攻撃するために使用されることを許可せず、相手国の管轄から逃れようとする反乱軍や汚職官僚を亡命させないことなどを約束した。

### カスティーリャとの戦争

当時のコレハレス周辺

停戦が終了すると、一部のイスラム勢力はハエン周辺で大規模な攻撃を行い、ケサダ（Quesada, Spain）やバエサへの襲撃をはじめた。ペドロ・マンリケ率いるカスティーリャ軍は、コレハレスの戦いでイスラム教徒と交戦したが、決着がつくことはなかった。イスラム教徒の情報源が不足しているため、これらの攻撃の背後にある動機や、ムハンマド7世がそれらを指示または承認したかどうかを知ることは困難であるという。歴史家レオナルド・パトリック・ハーベイ（Leonard Patrick Harvey）は、「双方が全軍をコントロールできなかったため、不正な要素があったのではないか」と分析している。しかし、カスティーリャ側の損失が大きかったため、最終的に停戦は不可能となり、エンリケ3世はナスル朝との戦争を準備することになった。

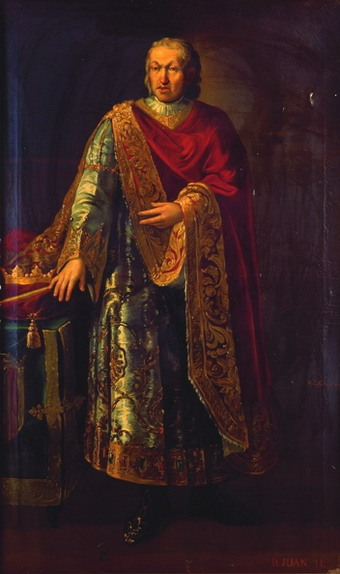
アラゴン王フアン2世

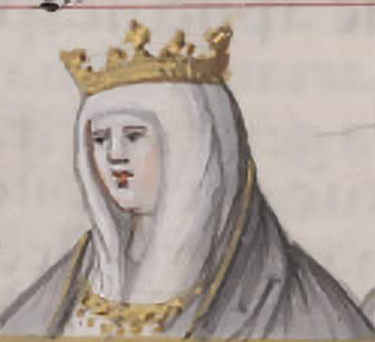
カタリナ・デ・ランカステル、英語名はキャサリン・オブ・ランカスター（Katherine of Lancaster）。

エンリケ3世はムハンマド7世に停戦の原因を求め、1406年12月にトレドに身分制議会「コルテス」を召集した。コルテスが戦争を支持するよう議論している間に、エンリケ3世は病気になり、27歳の若さで12月25日に亡くなった。カスティーリャ王位は1歳の息子フアン2世へ引き継がれ、病気のエンリケ3世の代理を務めていた弟のフェルディナンド（後のアラゴン王、こちらもフアン2世であるため注意）が、エンリケの未亡人であるカタリナ・デ・ランカステルと共同で摂政を務めることになった。コルテスは、この遠征のために4500万マラベディエ（maravedíes）の資金を承認した。
この時の戦争のパワーバランスは、グラナダに不利であった。カスティーリャの勢力は拡大を続けており、規模の小さいグラナダより人口的にも優位に立っていた。また、グラナダはムハンマド5世の独立政策により、マムルーク朝など北アフリカのイスラム諸国との関係を断ち切っていたため、海の向こうのイスラム教徒からの大きな援助は望めなかった。攻城兵器としての大砲の技術が発達したことも、カスティーリャとの戦争ではほとんど防御に徹すると考えられていたグラナダにとっては重荷となった。
ムハンマド7世は、8月下旬に最初の攻撃を行い、北東の辺境でハエンを包囲し、近くのベドマル（Bedmar）を略奪した。しかしカスティーリャの援軍により、ムハンマドは包囲を解除せざるを得なくなった。1408年2月、彼はハエンとアルカラ・ラ・レアルの間にあるアルカウデテ（Alcaudete）城を包囲した。アルカウデテ城は、ハエンとアルカラ・レアルの間に位置し、1408年2月にアルカウデテ城を包囲した。4日後、2,500人の兵士を失い、包囲を放棄することになった。

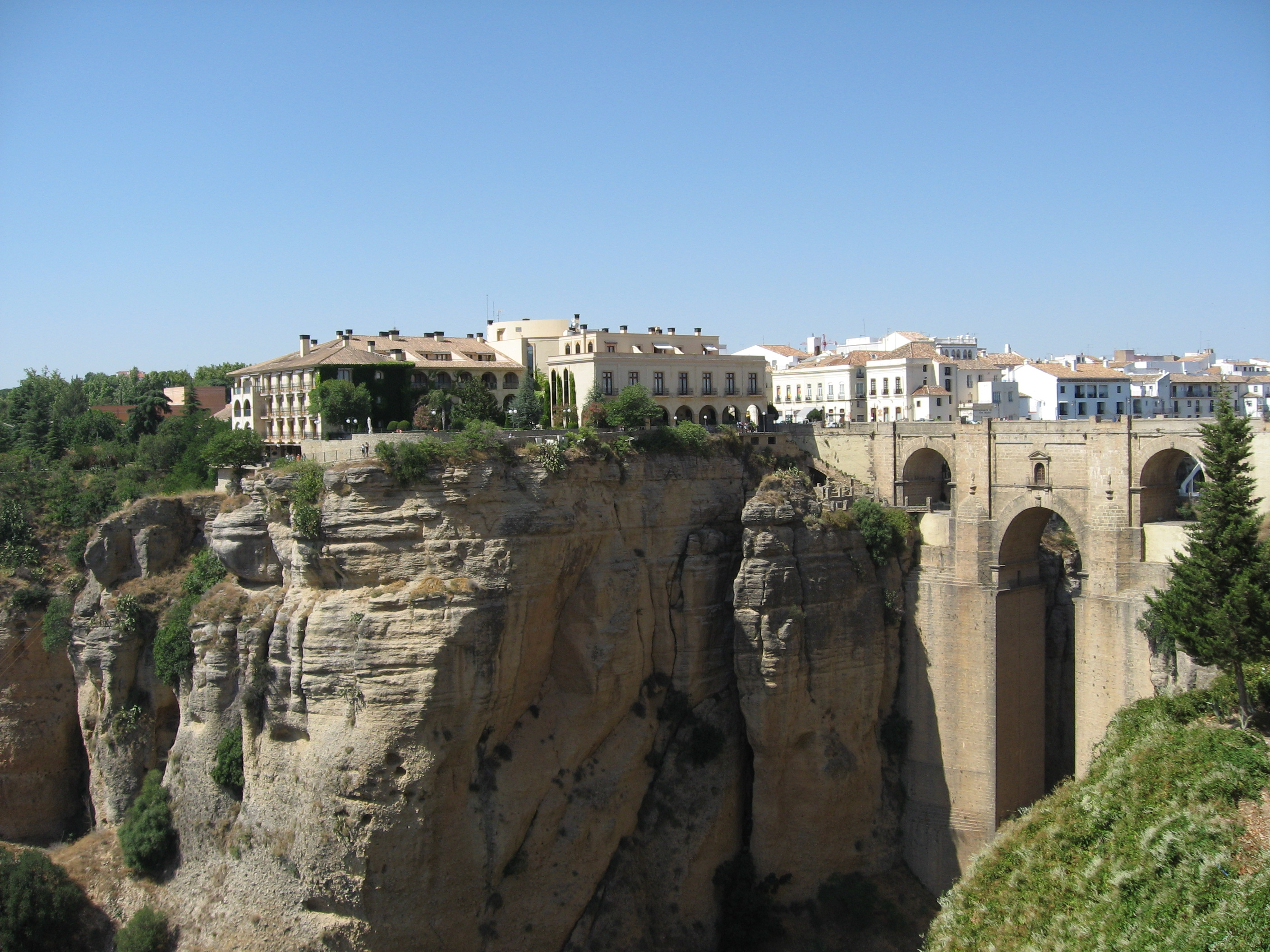
ロンダ、スペイン・アンダルシア州マラガ県のムニシピオ（基礎自治体）である

一方、1407年9月7日、フェルディナンドはグラナダの西方領土にあるロンダに進軍した。ロンダは守りが固くて直接攻撃できなかったため、フェルディナンドはそれを取り囲む小さな城を攻撃することになった。ザハラ・デ・ラ・シエラが最初の標的となり、フェルディナンドは9月26日に包囲した。以前より、ザハラの防衛力は非常に高かったが、フェルディナンドの3門の大砲は、塔を倒したり、壁を破ったりして、防衛力を一気に高めた。救援力は期待されていなかったため、城は9月30日に降伏した。別の城であった、オルテジカル（Orejícar）は翌10月12日に陥落した。食料が減り、兵が逃げ出し、冬が近づく中、フェルディナンドは10月25日に包囲戦を放棄し、セビリアに戻った。
その後の数週間は、辺境での小競り合いや略奪が続いた。多勢に無勢、外部からの援助も期待できないムハンマド7世は、1408年4月に休戦を要請した。フェルディナンド自身も、ムハンマド7世が辺境のカスティーリャの町を攻撃していたため、コルテスから圧力を受けていた。1408年4月15日から11月15日までの停戦が合意された。

## 死
ムハンマド7世は5月13日に亡くなった。兄であるユースフ3世が跡を継いだ。先述の歴史家ハーヴェイが「フィクションのように見える」と述べている話によると、ムハンマドは死の直前にユースフの処刑を命じ、ユースフは死刑執行人に、最後にチェスをしたいと言ったという。この話によると、ユースフはゲームを長引かせ、ゲームが終わる前にムハンマド7世が亡くなったことで、ユースフの支持者が彼を牢獄から救い出し、王位に就くことになったという。
ムハンマド7世の死により停戦は無効となったが、ユースフ3世の交渉により1409年4月まで延長され、その後1409年8月、1410年4月まで延長された。この停戦の期限が切れた後、カスティーリャグラナダの間で再び戦闘を開始。最終的にはアンテケーラを喪失することになる。

## 治世の評価
ムハンマド7世は、祖父のムハンマド5世が唱えた平和を追求する政策を放棄し、戦争を避けることなく、何度も襲撃を行った。しかし、彼が支配していた時代は、グラナダに対するカスティーリャの優位性が高まっていた。グラナダはもはや北アフリカのイスラム教徒からの組織的な支援に頼ることはできなかったが、宗教的な動機を持った少数の戦闘員が海峡を渡ったこともあった。一方、カスティーリャは黒死病の終息後、力強さを増し、マンパワーも回復し始めた。カスティーリャは、攻撃兵器としての大砲の使用を増やし、その効果も高まっていたため、防御的な戦いが多かったグラナダよりも優位に立っていた。また、ムハンマド7世の統治下では、双方の辺境にいた人々による国境紛争が始まり、中央の政府はこれをコントロールすることが困難になっていた。このような争いは、英雄的な行為以外にはほとんど利益のない襲撃という形で行われることが多く、有名なカスティーリャの辺境バラード（西: romances fronterizos）の題材となっている。治世中には、ザハラ・デ・ラ・シエラを含む領土を失っている。